# دائونسان
دائونسان (به لاتین: Daeunsan) یک کوه در کره جنوبی است که در کره جنوبی واقع شده‌است. دائونسان ۷۴۲ متر بالاتر از سطح دریا واقع شده‌است.